# Фоменков, Борис Александрович
Борис Александрович Фоменков (29 сентября 1991, Чимкент, Чимкентская область, Казахская ССР, СССР) — казахстанский футболист, нападающий.

## Клубная карьера
Футбольную карьеру начинал в 2010 году в составе клуба «Ордабасы». 6 ноября 2010 года в матче против клуба «Акжайык» дебютировал в казахстанской Премьер-лиге (0:4).
Летом 2016 года стал игроком малайзийского клуба «АТМ ФА Селаянг».
В январе 2017 года подписал контракт с клубом «Кыран».
В начале 2018 года перешёл в казахстанский клуб «Академия Онтустик».

## Клубная статистика
| Игровая карьера | Игровая карьера     | Игровая карьера | Лига | Лига | Кубок | Кубок | Межд. | Межд. | Др. | Др. |
| --------------- | ------------------- | --------------- | ---- | ---- | ----- | ----- | ----- | ----- | --- | --- |
| 2018            | Академия Онтустик   | В               | 17   | 7    | —     | —     | —     | —     | —   | —   |
| 2019            | Академия Онтустик   | Б               | 24   | 6    | 4     | 2     | —     | —     | —   | —   |
| 2020            | Академия Онтустик   | Б               | 10   | 3    | —     | —     | —     | —     | —   | —   |
| 2021            | Академия Онтустик   | Б               | 15   | 6    | 1     | 0     | —     | —     | —   | —   |
| 2019            | Академия Онтустик-М | В               | 1    | 0    | —     | —     | —     | —     | —   | —   |
| 2022            | Академия Онтустик   | Б               | 11   | 7    | 1     | 0     | —     | —     | —   | —   |